# Igreja Matriz (Alcobaça)
A Igreja de São Tiago, Matriz de Évora de Alcobaça, está localizada na freguesia de Évora de Alcobaça, concelho de Alcobaça, distrito de Leiria, tem origem gótica e foi alterada no século XVI.

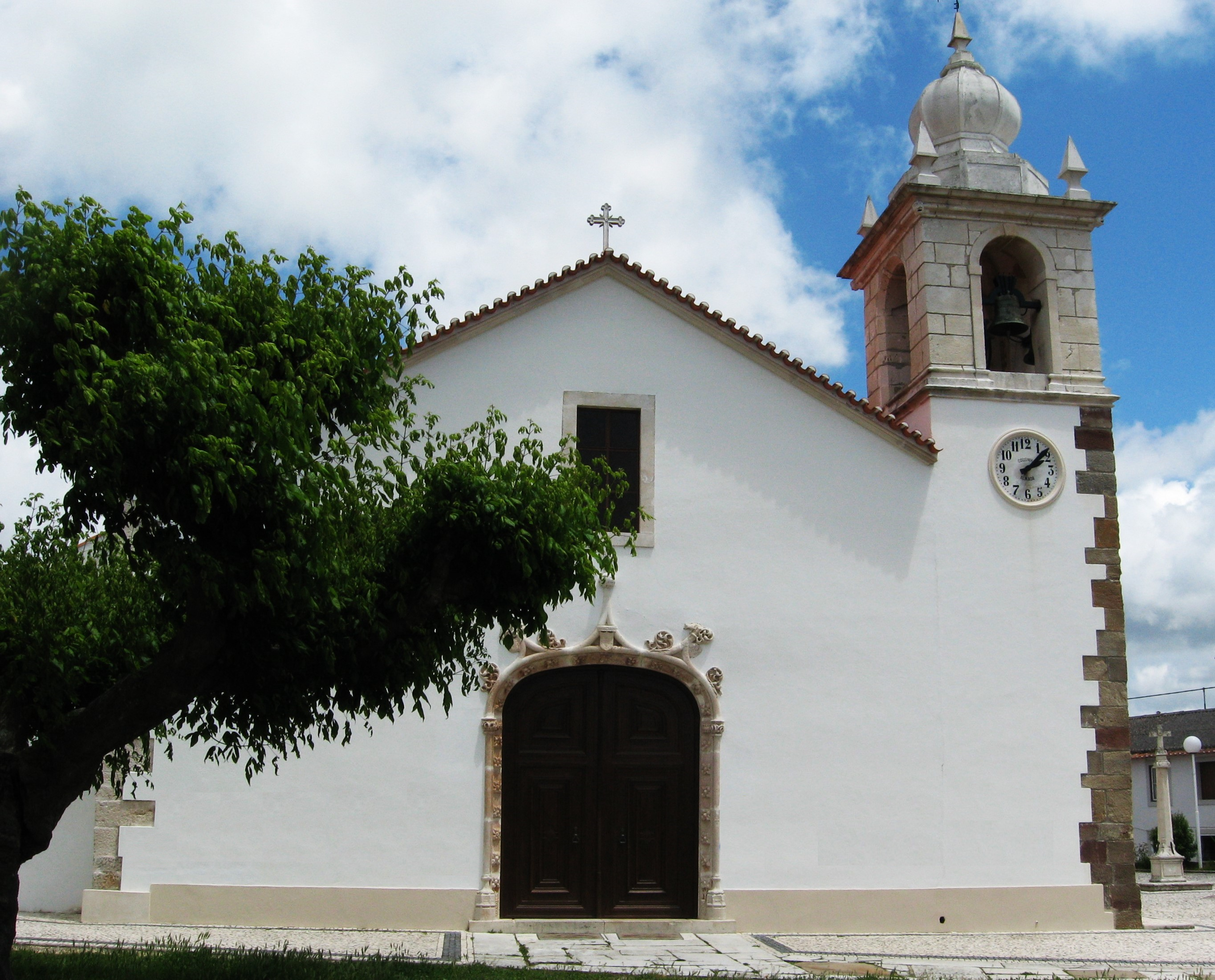
Fachada da Igreja Matriz de Évora de Alcobaça ou Igreja de São Tiago

A fachada principal, de empena triangular, é rematada por beirado centrado por uma cruz em ferro. Destaca-se um portal manuelino de arco abatido, com decoração vegetalista, cujas pontas assentam em dois colunelos de fuste cilíndrico lisos, que limitam o pórtico; ao centro do arco, as armas reais com coroa, acima das quais se apresenta uma esfera armilar e a cruz de Cristo. Sobre o portal, existe um janelão.
A torre sineira tem relógio para duas faces do imóvel, e é rematada por coruchéu bolboso.

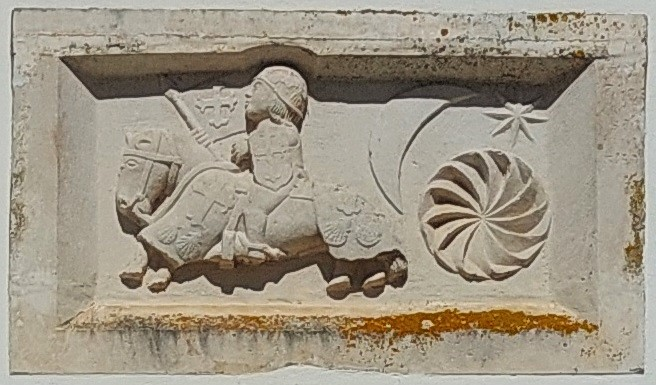
Baixo-relevo de um cavaleiro da Ordem de Santiago, na fachada Sul da igreja

Na fachada sul, sobre a porta de traça manuelina, encimada pela cruz de Cristo, observa-se um baixo-relevo que representa um cavaleiro de São Tiago, a cavalo, armado e com elmo; os arreios do cavalo estão decorados com vieiras e cruzes; atrás do cavaleiro estão representados um sol radiado, uma meia lua e uma estrela; a peça é dos finais do século XIV ou do século XV.
O interior da igreja é de nave única, com cobertura em madeira e duas capelas laterais. A capela-mor tem abóbada de berço estucada. Um arco renascentista abre a capela do lado da Epístola (lado direito de um templo, quando observado da entrada principal); sobre o arco, enquadrado por colunas com capitel, há um friso que ostenta flores-de-lis e medalhões; o mesmo arco é decorado com motivos geométricos e figuras humanas. A capela do lado do Evangelho abre com um arco em ogiva.
Possui dois púlpitos, um dos quais renascentista.
A pia baptismal, obra de escultura manuelina, de base octogonal, é decorada com cordas e esferas e com um anel de rosetas, data dos séculos XVI ou XVII.